# 中本ルリ子
中本 ルリ子（なかもと ルリこ）は、日本の料理研究家。北海道出身。ニッポンのおいしいを世界に伝える。
15年間でレクチャーした生徒数は1万2000人におよび、NHKをはじめテレビ出演多数あり。またテレビショッピングでは北海道のカレーやコーンスープ、25穀米などのメニュー監修・販売を手掛ける。

## 経歴
- 2015年 - サッポロオータムフェスタ(株)明治のイベントでメニューの監修・販売運営を手掛ける。
- 2016年 - サッポロオータムフェスタ(株)明治のイベントでメニュー監修・販売・運営を手掛ける。
- 2017年 - サッポロオータムフェスタ(株)明治のイベントでメニュー監修・販売・運営を手掛ける。
- 2016年 - クールジャパンプロジェクトに参画、マレーシアにて日本の家庭料理である「巻き寿司」 を監修・商品販売。ローカル向けハラルメニューの対応をする。
- 2018年 - ベルギー初の日本酒バー「SAKEBERBrussels」にてグランドメニューの開発を通し 日本の“おいしい”を伝える。
- 2019年 - 中国重慶「新光天地」にて重慶初の日本商品展に出展、多くの話題を集める ・2019年 台湾「台北三越」 「高雄三越」の日本商品展にて北海道メニューの催事販売初出展。
- 2020年 - 台湾遠東SOGO高雄店 北海道メニューの催事出展
- 2020年 - 台湾台北三越 北海道メニューの催事出展
- 2020年 - 台湾高雄 統一夢時代購物中心 北海道メニューの催事出展
- 2020年・2020年・2021年・2021年 - 台湾台南三越 北海道メニューの催事出展 台湾GlobalMall環球購物中心板橋車站 「北海道中本留理子商店」 出展Global Mall 屏東 「北海道中本留理子商店」 出展、台湾高雄市 夢時代 「北海道中本留理子商店」出展

## テレビ出演
- NHK あさイチ
- NHK BSプレミアム「チョイ住み in ニューヨーク」
- NHK Eテレ「ウワサの保護者会」
- テレビ東京「7 スタライブ」
- 北海道放送「森崎博之のあぐり王国北海道」 「hana テレビ」
- 北海道テレビ「イチオシ」「キラキラ」「エンプロ」
- テレビ北海道「北海道の玉ねぎ・今こそ食べたい!チカラの秘密」
- 北海道文化放送「U型テレビ」
- J:com「ステキ+ライフ」「つながる GO GO」他多数出演
- SHOPチャンネル

## 著書
- 2012年 経済界版 「シングルママのパーフェクトごはん」

## エッセイ連載
- リプラン北海道 「暮らしの中でみつけたこと」（2012 年 - ）

## レシピ監修
- 2021年 株式会社ヤマオ 北海道のヤマオわさび納豆のアレンジメニュー6 品監修
- 2020年ベルギー初の日本酒バー「Sake Bar Brussels」グランドメニュー、おつまみ  メニュー監修
- 2015年明治北海道十勝贅沢スライスチーズ アレンジメニュー監修
- 2015年明治デイリーリッチ商品パーケージの料理とアレンジメニュー監修
- 2018年 (株)明治 JAL スープ 商品パッケージのアレンジレシピ監修
- 2019年 ホクレンサマーギフトカタログ 豚丼アレンジメニュー監修
- 北海道 NOSAI(北海道農業共済組合連合会)
- 道新ポケットブックはおよそ 8 年にわたり料理監修。13 冊以上担当。
- AEON北海道 世界の料理レシピブック
- ホクレンGREEN「てんさい糖の簡単スイーツ」レシピ監修
- 道新オントナ「デイリークッキング暮らしの手帳」 レシピ連載
- ホクレンもち米レシピ監修
- ホクレンの卵レシピ監修
- 2009年ミルクランド北海道 ミルクレシピ監修
- 2008年サッポロビールレシピ考案
- 味の素「レシピ大百科」レシピ掲載
- 森永製菓甘酒レシピ監修
- 水産加工会社魚醤油レシピブック監修 他多数

## 料理監修
- ベルギーブリュッセルにてヴィーガン料理レッスン開催
- 北ガスクッキングスクール
- 北海道電力生活情報館マドレ
- 日本食糧新聞社
- ホクレン
- 味の素
- 森永製菓
- 宝酒造
- ロッテ製菓
- セブン&アイ
- 日本パスタ協会
- シージーシージャパン
- 東急ストア
- ラッキー
- 旭松食品 他多数

## 資格
- 調理師
- 野菜ソムリエプロ
- フードコーディネーター
- 食育マイスター